# Priolepis nocturna
Priolepis nocturna is een straalvinnige vissensoort uit de familie van grondels (Gobiidae). De wetenschappelijke naam van de soort is voor het eerst geldig gepubliceerd in 1957 door Smith.